# Merry Clayton

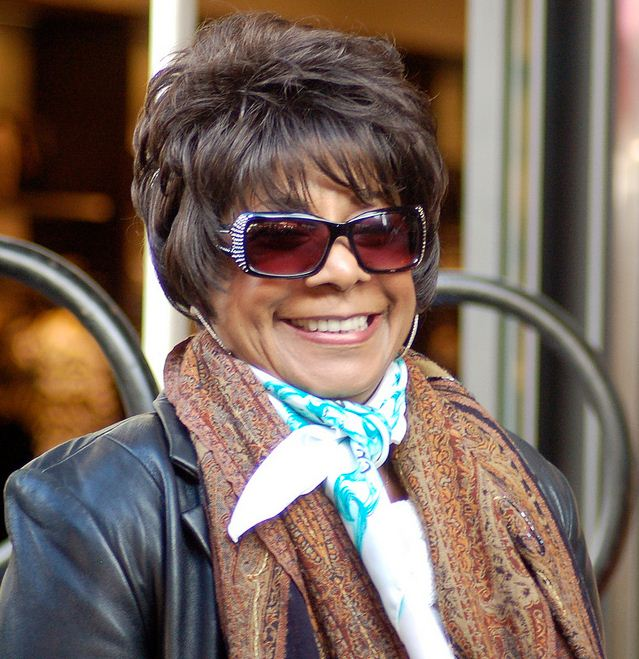
Clayton em dezembro de 2012 na cerimônia da entrega de uma estrela na Calçada da Fama de Hollywood para Carole King

Merry Clayton (Nova Orleans, 25 de dezembro de 1948) é uma cantora de soul e gospel e atriz estadunidense. Ela forneceu vocais de apoio para grandes artistas nos anos 1960 e é lembrada principalmente pelo seu dueto com Mick Jagger na canção "Gimme Shelter", dos The Rolling Stones. Clayton é destaque em 20 Feet from Stardom, documentário vencedor do Óscar sobre cantores de apoio e suas contribuições para a indústria musical.
Ela é mais conhecida por seu dueto com Mick Jagger na canção "Gimme Shelter" dos Rolling Stones, de 1969. Segundo Jagger, essa colaboração ocorreu parcialmente devido ao acaso. Ele afirma que a banda pensou "seria ótimo ter uma mulher cantando aquela parte". Eles chamaram Clayton "aleatoriamente" no meio da noite e ela fez o verso em algumas tomadas, o que, segundo Jagger observou, é "bastante incrível". Clayton estava grávida na época e logo depois da gravação sofreu um aborto espontâneo; alguns o atribuíram ao esforço físico causado durante a gravação. Junto de sua parceira Clydie King, ela também cantou vocais de apoio em "Sweet Home Alabama", do Lynyrd Skynyrd.
Em 16 de junho de 2014, Clayton ficou gravemente ferida em um acidente de carro em Los Angeles, Califórnia. As suas duas pernas foram posteriormente amputadas nos joelhos devido ao sofrimento de "trauma profundo nas extremidades inferiores" como resultado do acidente.
Em 25 de junho de 2019, a The New York Times Magazine listou Merry Clayton entre centenas de artistas cujo material teria sido destruído no incêndio na Universal Studios em 2008.

## Discografia
- Gimme Shelter (1970)
- Celebration (1971)
- Merry Clayton (1971)
- Keep Your Eye on the Sparrow (1975)
- Emotion (1979)
- Miracles (1994)
- The Best of Merry Clayton (2013)[10]